# Пардус європейський
Європейський леопард (Panthera pardus sickenbergi) — вимерлий підвид леопарда, який був поширений на території Європи. Перші представники підвиду з'явились приблизно 1 млн років тому. Вимер до кінця плейстоцену, приблизно 10 000 років тому. Його перший скелет, знайдений в Гейдельбергу, Німеччина, датується віком близько 600 000 років.

## Опис
З'ясувалося, що морфологічно ближче до нинішніх африканським підвидів. Голотип засновано на нижній щелепі (з незрозумілою статевою приналежністю), гнатощелепних залишків і окремих посткраніальних кісток. Череп леопарда з Монте Сакро (Італія) віком 420 тис. років тому було обрано за паратип. На основі його аналізу робиться висновок, що тварина дорівнювалася середнім розмірам сучасним африканським леопардам. Заочноямкові звуження менші, ніж в ягуарів і більш виражено вкорочення лицьової частини — кут між віссю носових кісток і лінією. Виличні дуги широкі, але тонше, ніж у ягуарів. Орбіти менш подовжені і більш округлі. Мав подовження задньої частини метаконіда.

## Розповсюдження
Рештки виявлено в Німеччині, центральній Італії, Іспанії, Австрії.